# Wieden (Solingen)
Wieden ist ein aus einer Hofschaft hervorgegangener Wohnplatz in der bergischen Großstadt Solingen.

## Lage und Beschreibung
Wieden befindet sich im nordöstlichen Bereich des Solinger Stadtbezirks Burg/Höhscheid. Der Ort liegt auf dem Höhenzug des Solinger Höhenrückens, auf dem auch die Burger Landstraße verläuft, und die Krahenhöhe und Solingen-Burg miteinander verbindet. Wieden markiert dabei heute den Übergang des zusammenhängend bebauten Siedlungsgebietes um die Krahenhöhe zum noch überwiegend ländlich geprägten Dorperhof. Das Gelände fällt nach Osten zum Fluss Wupper und nach Westen zum Bertramsmühler Bach hin teils steil ab. Der Ort besteht vorwiegend aus modernen Einfamilienhäusern, historische Bausubstanz ist an einer der beiden Stichstraßen mit dem Namen Wieden, die von der Burger Landstraße abzweigen, allerdings noch vorhanden.
Benachbarte Orte sind bzw. waren (von Nord nach West): Krahenhöhe, Windfeln, Schaberg, Dorperhof, Birken, Steinsiepen, Bertramsmühle, Scharfhausen, II. und I. Hästen, Dornsiepen, Spielbruch sowie Lindenbaum.

## Etymologie
Die Ortsbezeichnung ist wohl von dem Weidenbaum abgeleitet. Der Ortsname wird als Hof an bzw. „bei den Weiden“ gedeutet.

## Geschichte
Wieden hat seine Ursprünge in Form einer bergischen Hofschaft mindestens im 15. Jahrhundert. Der Ort wurde erstmals im Zehntverzeichnis der Abtei Altenberg von 1488 als Wyden erwähnt.:1 In dem Kartenwerk Topographia Ducatus Montani von Erich Philipp Ploennies, Blatt Amt Solingen, aus dem Jahre 1715 ist der Ort mit einer Hofstelle verzeichnet und bereits als Wieden benannt. Der Ort wurde in den Registern der Honschaft Dorp geführt. Die Topographische Aufnahme der Rheinlande von 1824 verzeichnet den Ort als Wieden, ebenso wie die Preußische Uraufnahme von 1844. In der Topographischen Karte des Regierungsbezirks Düsseldorf von 1871 ist der Ort ebenfalls als Wieden verzeichnet.
Nach Gründung der Mairien und späteren Bürgermeistereien Anfang des 19. Jahrhunderts gehörte der Ort zur Bürgermeisterei Dorp, die 1856 das Stadtrecht erhielt, und lag dort in der Flur IV. Dorp. Die Bürgermeisterei beziehungsweise Stadt Dorp wurde nach Beschluss der Dorper Stadtverordneten zum 1. Januar 1889 mit der Stadt Solingen vereinigt. Damit wurde Wieden ein Ortsteil Solingens.
Durch den Ausbau der Chausseen zwischen Solingen und Müngsten 1823/24 sowie zwischen Solingen und Burg 1845/48 entstanden neue Dorper Fabriken und Wohnhäuser bevorzugt entlang oder im Umfeld dieser Ausfallstraßen.:2 Bis Ende der 1990er Jahre blieb Wieden nur sehr dünn besiedelt, während die Burger Landstraße ab Wieden bis zur Krahenhähe nahezu durchgängig bebaut wurde. Die Bebauung im Ort selbst verdichtete sich vor allem durch die Errichtung von Einfamilienhäusern in den 2000er Jahren. Die südlich gelegenen Flächen werden allerdings bis heute landwirtschaftlich genutzt.
Seit dem Jahre 1984 steht an der Hauptdurchgangsstraße am Rande des Ortes das historische Fachwerkhaus Burger Landstraße 91 unter Denkmalschutz. Die nahegelegene Bushaltestelle der Stadtwerke Solingen an der Burger Landstraße trägt den Namen des Ortes. Dort verkehrt die Oberleitungsbuslinie 683.